# Clemente Folchi

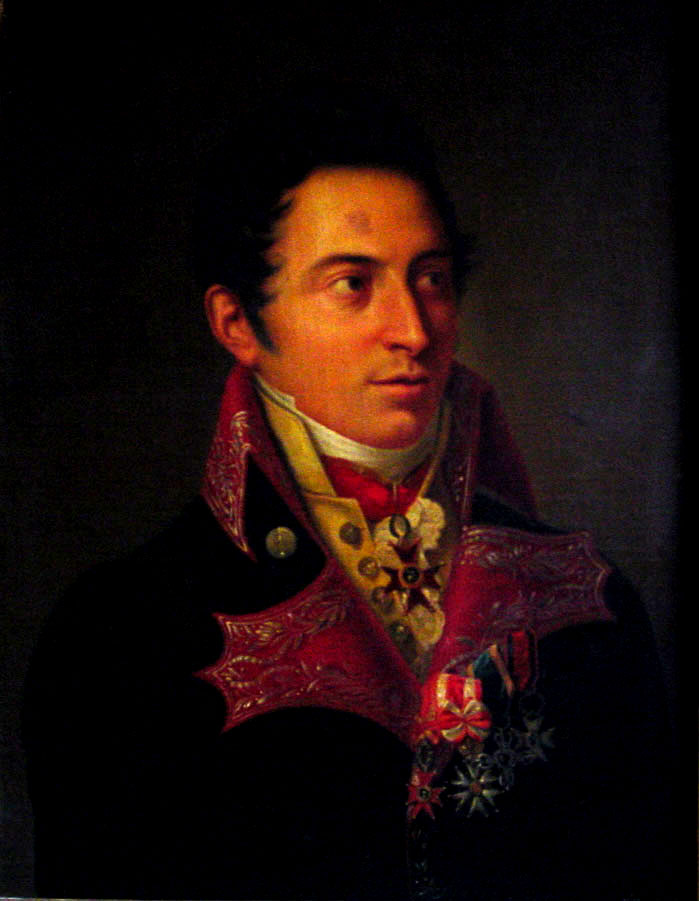
Ritratto ad olio dell'Arch. Clemente Folchi

Clemente Folchi (Roma, 14 novembre 1780 – Roma, 30 settembre 1868) è stato un architetto italiano.

## Biografia
Nacque a Roma da Pietro Antonio Benedetto e da Luthgarda Scarselli. Studiò matematica e filosofia presso l'Archiginnasio di Roma, ed in seguito, dal 1800, si dedicò allo studio dell'architettura presso l'architetto Andrea Vici, allievo di Luigi Vanvitelli. Dal 1806 in poi fu insignito di onori ed incarichi importanti, quali quello di membro della Commissione di Pesi e Misure, di socio onorario dell'Accademia dei Lincei, di Architetto della Fabbrica di San Pietro, di Ingegnere della Consulta e Congregazione delle Acque, di socio della Pontificia Accademia Romana di Archeologia, di membro della Commissione di Antichità e Belle Arti, di Presidente dell'Accademia di S. Luca ed altri.
Nel 1819 sposò Barbara Vici, figlia di Andrea suo maestro e vedova di Giulio Cesare Busiri, da cui ebbe otto figli, che dalla madre ereditarono il cognome, dando inizio alla casata di artisti ed architetti dei Folchi Vici. Morì a Roma all'età di 88 anni e fu sepolto a Santa Maria in Vallicella, accanto al suo suocero Andrea Vici ed al maestro di quest'ultimo, Luigi Vanvitelli.

## Percorso artistico
Come Architetto, tra le molteplici opere, eseguì il restauro della Cattedrale di San Feliciano a Foligno e collaborò, con Andrea Vici, alla ricostruzione di Camerino dopo il disastroso terremoto del 1799, realizzandone nel 1838 la facciata del Duomo. Come Ingegnere, si distinse per il traforo di Monte Catillo a Tivoli, opera del 1833 necessaria ad evitare le frequenti catastrofi provocate dall'Aniene a Tivoli, ed il cui compimento portò alla realizzazione della nuova Cascata di Villa Gregoriana.